# Jan Thomas Johansson
Prof. Dr. Jan Thomas Johansson (1956 -) es un botánico, taxónomo sueco; y profesor de Botánica sistemática en la Universidad de Upsala.

## Algunas publicaciones

### Libros
- 1994. The genus Morinda (Morindeae, Rubioideae, Rubiaceae) in New Caledonia: taxonomy and phylogeny. Volumen 122 de Opera botanica. Ed. Council for Nordic Publications in Botany. 67 pp. ISBN 8788702839
- 1992. Pollen morphology in Psychotria (Rubiaceae, Rubioideae, Psychotrieae) and its taxonomic significance: a preliminary survey. Volumen 115 de Opera botanica. Ed. Council for Nordic Publications in Botany. 69 pp. ISBN 8788702677
- 1987. Revision of the genus Prismatomeris Thwaites (Rubiaceae, Morindeae). Nº 94 de Opera botanica. Ed. Council for Nordic Publications in Botany. 62 pp. ISBN 8788702294

## Honores
- La abreviatura «J.T.Johanss.» se emplea para indicar a Jan Thomas Johansson como autoridad en la descripción y clasificación científica de los vegetales.[1]